# Хиль, Ариадна
Ариа́дна Хиль и Хине́р (кат. Ariadna Gil i Giner; род. 23 января 1969, Барселона) — испанская актриса. Обладательница премии «Гойя» в номинации «Лучшая женская роль» за роль в фильме «Изящная эпоха» (1992). Помимо этого ещё пять раз была номинирована на эту кинонаграду (четырежды в номинации «Лучшая женская роль», один раз в номинации «Лучшая женская роль второго плана»).

## Биография
Хиль — дочь известного адвоката, в детстве занималась пением, танцами и игрой на скрипке, вместе с двумя братьями пела в группе под названием Matamala. Работала в театре и на каталонском телевидении, пока её не заметил известный режиссёр Бигас Луна, пригласивший Ариадну для съёмок в своём фильме «Лола» (1986).
Мировая известность к Хиль пришла после фильма «Изящная эпоха» режиссёра Фернандо Труэбы, который получил «Оскар» за лучший фильм на иностранном языке, а Ариадна получила национальную кинопремию Испании «Гойя», за лучшую женскую роль. С этого времени Хиль является одной из наиболее востребованных актрис испанского кинематографа, способной играть самые сложные роли, ещё пять раз была номинирована на премию «Гойя».
С 1993 по 2008 год Хиль была замужем за режиссёром Давидом Труэбой. У них есть двое детей — дочь Виолетта (род. 1997) и сын Лео. С 2009 Хиль состоит в отношениях с актёром Вигго Мортенсеном.

## Избранная фильмография
| Год  | Фильм                             | Оригинальное название                | Роль             |
| ---- | --------------------------------- | ------------------------------------ | ---------------- |
| 1986 | Лола                              | Lola                                 | Ана              |
| 1992 | Изящная эпоха                     | Belle Époque                         | Виолета          |
| 1994 | Это ложь                          | Todo es mentira                      | La Sucia         |
| 1995 | Небесная механика                 | Mécaniques célestes                  | Ана              |
| 1996 | Антарктида                        | Antártida                            | Мария            |
| 1996 | Поборницы свободы                 | Libertarias                          | Мария            |
| 1998 | Чёрные слёзы                      | Lágrimas negras                      | Исабель          |
| 1998 | Дон Жуан                          | Don Juan                             | Шарлотта         |
| 1998 | Разговор ангелов                  | Talk of Angels                       | Беатрис          |
| 2000 | Вторая кожа                       | Segunda Piel                         | Элена            |
| 2000 | Светские львы                     | Jet Set                              | Андреа Дионакис  |
| 2001 | Мимо кассы                        | Off Key                              | Кармен           |
| 2001 | Миссия в Марбелье                 | Misión en Marbella                   | Chica grúa       |
| 2001 | Тёмная сторона сердца 2           | El lado oscuro del corazón 2         | Алехандра        |
| 2002 | Медвежий поцелуй                  |                                      | Кармен           |
| 2002 | Порочный девственник              | La virgen de la lujuria              | Лола             |
| 2003 | Солдаты Саламина                  | Soldados de Salamina                 | Лола             |
| 2005 | Те, кого нет                      | Ausentes                             | Хулия            |
| 2006 | Лабиринт фавна                    | El laberinto del fauno               | Кармен           |
| 2006 | Капитан Алатристе                 | Alatriste                            | Мария де Кастро  |
| 2008 | Аппалуза                          | Appaloosa                            | Кейти            |
| 2008 | Сёстры по крови                   | Solo quiero caminar                  | Аврора           |
| 2009 | Танцовщица и вор                  | El baile de la victoria              | Тереса Каприатти |
| 2013 | Легко живётся с закрытыми глазами | Vivir es fácil con los ojos cerrados | мать Хуанхо      |
| 2017 | Враждебная зона                   | Zona hostil                          | Капитан Варела   |